# Terence de Vere White
Terence de Vere White (29 de abril de 1912 – 17 de junio de 1994) fue un escritor, abogado, dramaturgo, editor irlandés.
Aborigen de Dublín, estudió en el Trinity College, Dublin  donde se califica como un abogado y se convirtió en un socio de una firma de abogados líder de Dublín. Él renunció al derecho cuando se convirtió en el editor literario de The Irish Times de 1961 a 1977. Escribió 26 libros: doce novelas, cinco biografías, dos volúmenes de cuentos y otros cinco libros de interés general.

## Privado
En 1941, se casó con Mary O'Farrell, y tuvieron dos varones y una mujer. Era el padre de la hija de Dervla Murphy, nacida en 1968. En 1977, se retiró del Irish Times.
Al tiempo de su deceso, estaba casado con Victoria Glendinning.

## Obra

### Novelas
- The Road of Excess. Publicó Browne & Nolan, 393 p. 1946.

- Tara. Macdonald library fiction. Reimpreso de Macdonald, 192 p. 1967 ISBN 0356128792, ISBN 9780356128795

- The March Hare 1970

- The Radish Memoirs 1974

- Prenez Garde 1986

### Obras de teatro
- After Sunset 1973

- The Real Charlotte 1975